# Ferenc Somogyi
Ferenc Somogyi (wym. [ˈfɛrɛnʦ ˈʃomoɟi]; ur. 1 września 1945 w Hartkirchen, zm. 30 marca 2021) – węgierski dyplomata, w latach 2004–2006 minister spraw zagranicznych.

## Życiorys
W 1968 ukończył stosunki międzynarodowe na stołecznym Uniwersytecie Ekonomicznym. W 1977 doktoryzował się w zakresie międzynarodowych stosunków gospodarczych. Od 1968 pracował w ministerstwie spraw zagranicznych. Był m.in. zastępcą szefa stałego przedstawicielstwa Węgier przy ONZ w Nowym Jorku (1980–1984) i dyrektorem departamentu (1984–1989). W 1986 otrzymał rangę ambasadora nadzwyczajnego i pełnomocnego. W latach 1989–1990 pełnił funkcję sekretarza stanu, a następnie do 1991 był podsekretarzem stanu. W pierwszej połowie lat 90. kierował przedsiębiorstwem branży eksportowej, po czym powrócił do resortu, w którym zajmował stanowiska podsekretarza stanu (1994–1996) oraz sekretarza stanu (1996–1998). Później obejmował kierownicze stanowiska w przedsiębiorstwach. W latach 2001–2003 był wiceprzewodniczącym Atlantic Treaty Association.
W listopadzie 2004 objął urząd ministra spraw zagranicznych w rządzie, którym kierował Ferenc Gyurcsány. Funkcję tę pełnił do czerwca 2006. Następnie był dyrektorem do spraw relacji międzynarodowych w Magyar Telekom. W 2007 został powołany na stanowisko ambasadora w Stanach Zjednoczonych. Placówką tą kierował do 2009.